# Jutta Hübinger
Jutta Hübinger (Pseudonyme: Jutta Oehring (= Geburtsname), Jacoba Linnich, * 30. Januar 1912 in Bremen; † 13. November 1991 in Bonn) war eine deutsche Schriftstellerin.

## Leben
Jutta Hübinger studierte Germanistik und Kunstgeschichte und war anschließend bis zur Geburt ihres ersten Kindes als Lehrerin tätig. Seit den 1970er-Jahren veröffentlichte sie Prosa und Gedichte. Eine enge Freundschaft verband sie mit der Journalistin und Schriftstellerin Vilma Sturm, die das Politische Nachtgebet in der Antoniterkirche zu Köln mitbegründete. Ab 1946 lebte Hübinger in Bonn, wo im Jahr 1991 verstarb.
Hübinger war mit dem Historiker Paul Egon Hübinger verheiratet. Aus der Ehe gingen vier Söhne hervor.

## Werke
- Verbrannte Kontakte, Köln [u. a.] 1974 (unter dem Namen Jutta Oehring)
- Anlässe, Köln 1976 (unter dem Namen Jutta Oehring)
- Unhaltbares Dasein, Alfter 1989